# آلبرت فنل
آلبرت فنل (انگلیسی: Albert Fennell؛ ‏ ۲۹ مارس ۱۹۲۰ – ۱۷ آوریل ۱۹۸۸) فیلم‌نامه‌نویس، تهیه‌کننده فیلم و تهیه‌کننده تلویزیونی اهل بریتانیا بود.
از فیلم‌ها یا مجموعه‌های تلویزیونی که وی در آن‌ها نقش داشته‌است، می‌توان به حرفه‌ای‌ها، چشم‌چران، بی‌گناهان، این زندگی ورزشی و دکتر جکیل و خواهر هاید اشاره نمود.